# Лая, Фердинанд Яанович
Фердинанд Лая (эст. Ferdinand Laja, 17 апреля 1889, Меекси, Верроский уезд, Лифляндская губерния, Российская империя — 2 января 1956, Тарту) — эстонский советский учёный в области ветеринарии. Академик АН Эстонской ССР (1946).

## Биография
Родился в семье кузнеца.
Учился в Юрьевском ветеринарном институте (1911—1917). После окончания служил ветеринаром в русской армии, затем работал ассистентом в Казанском ветеринарном институте (1920—1921) и на бактериологической станции Тартуского университета (1921—1929, с 1930 года — директор). В 1929 году получил докторскую степень по ветеринарной медицине в Тарту и с тех пор был адъюнкт-профессором специальной бактериологии, эпизоотологии и ветеринарной полиции в Тартуском университете, экстраординарным профессором с 1932 года и полным профессором с 1934 года.
В 1938—1939 и 1944—1947 годах был деканом факультета ветеринарной медицины.
В 1946 году избран академиком АН Эстонской ССР, в 1947—1950 годах — директор Института животноводства и ветеринарной медицины Академии наук Эстонской ССР.
В 1917 году он был членом правления Военного комитета Эстонии V-й армии в Даугавпилсе и представлял комитет на совместных заседаниях комитетов русского меньшинства. С 1923 по 1926 год он был комиссаром города Тарту.